# سیارک ۵۱۸۲۹
سیارک ۵۱۸۲۹ (به انگلیسی: 51829 Williemccool، نامگذاری:2001OD41) پنجاه و یک هزار و هشتصد و بیست و نهمین سیارک کشف شده‌است که در ۲۱ ژوئیه ۲۰۰۱ کشف شد.